# テッド・ホワイト
テッド・ホワイト（Ted White, 1938年2月4日 - ）は、アメリカ合衆国ワシントン州出身のSF作家、編集者、音楽評論家。本名はシオドア・エドワード・ホワイト。テッド・ホワイト名義のほかに、Dave van Arnam との共作では Ron Archer、テリー・カーとの共作では Norman Edwards という名前を使っていた。

## 経歴
ヴァージニア州で育ち高校卒業後、印刷所に勤める。

### ファンダムでの活動
10代のころからホワイトはSFのファンジンに寄稿しており、1968年にはヒューゴー賞ファンライター部門を受賞している。随筆家としての才能は "The Bet" にも現れている。これは、後に音楽評論家となったリンダ・ソロモンの所有するあるレコードについて、ホワイトとハーラン・エリスンが賭けをし、ホワイトの持つ1枚のレコードとエリスンのレコードのコレクション全体を賭けたという1960年の出来事を回想したものである。
ホワイトはプロの作家だが、ファンダム活動における業績が何よりも自分にとって意味があると主張している。1953年、ホワイトは初めてのファンジン Zip を編集・出版し、その後も多数のファンジンを出版した。1956年から1957年には Larry Stark と共に Stellar を編集し、1960年にはグレゴリー・ベンフォードらの Void の編集に参加し、他にも Minac、Egoboo といったファンジンを出版している。他のSFファンのファンジン編集を助ける傍ら、Yandro と Richard E. Geis の Psychotic/SF Review に定期的にコラムを連載していた。イベント活動にも積極的に関与し、1967年にニューヨークで開催されたワールドコンでは主催者の1人として働いた。2010年現在も、ファンダムやファンジン関連のメーリングリストで活発に発言している。

### 音楽評論家
21歳のとき（1959年）ニューヨークに移住し、Metronome 誌に音楽評論を書き、Tom Wilson の Jazz Guide 誌（後に 33 Guide 誌）にコラムを書くようになった。音楽評論家として Rogue 誌のジャズ関連を発展させ、LPのライナーノート、コンサートのレビュー、インタビューなどを充実させていった。また、エリック・ドルフィー（1964年没）にインタビューした唯一の人物でもある。1999年には Collecting Channel というウェブサイト（既に閉鎖）の音楽部門の編集者となった。また、DJとしての名前である Dr. Progresso の名で自ら音楽関係のウェブサイトを運営している。

### SF作家
SF作家としてのデビューは、1963年のマリオン・ジマー・ブラッドリーとの共作 "Phoenix" で、これを長編に発展させたのが《クワナール》シリーズの1作目『異次元世界の扉』（1966年）である。処女長編 Invasion from 2500（1964年）はテリー・カーとの共作で、Norman Edwards というペンネームで出版された。1964年から1978年まで、2つのシリーズと11作の独立した長編を書いており、中にはキャプテン・アメリカの小説版もある。そのうち2作は Dave van Arnam との共作、1作はデイヴィッド・ビショフとの共作、また1作はマーヴ・ウォルフマンとの共作である。
1966年には Larry McCombs との共作短編 "The Peacock King" がネビュラ賞にノミネートされた。

### 編集者
ホワイトは1963年から1968年までF&SF誌の副編集長をつとめた。そして1968年10月から1978年10月まで、有名な『アメージング・ストーリーズ』誌と『ファンタスティック』誌の編集長を務めた。誌面の改革に乗り出し、掲載する小説の質を高め、新たなイラストレーターを発掘するなど、成功をおさめた。1973年には The Best from Amazing Stories と The Best from Fantastic というアンソロジーを出版している。そのころSF系のグラフィック誌だった Heavy Metal 誌の出版者はホワイトの編集者としての腕を買い、1979年からその編集を任せた。これにより同誌は小説やノンフィクションの読み物も充実していった（ホワイト自身は翌年編集から離れている）。

### ラジオDJ
1977年から1979年まで、ワシントンD.C.のFM局で Dr. Progresso の名でDJを務めていた。

### 音楽家
ホワイトはキーボードとサキソフォンを得意としている。今もワシントンD.C.地区で Conduit という即興グループで演奏している。

## 日本語訳作品
- 『宝石世界へ』 The Jewels of Elsewhen
- 『略奪惑星』 Secret of the Marauder Satellite

「クワナール」シリーズ Qanar
1. 『異次元世界の扉』 Phoenix Prime
2. 『異次元世界の女魔術師』 Sorceress of Qar
3. 『異次元世界の狼』 Star Wolf!